# Калашников Микола Михайлович
Микола Михайлович Кала́шников (20 листопада 1905, Тифліс — 25 серпня 1978, Харків) — український радянський художник театру, графік і педагог; член Асоціації художників Червоної України у 1926—1931 роках та Харківської організації Спілки радянських художників України з 1938 року.

## Біографія
Народився 7 [20] листопада 1905 року в місті Тифлісі (нині Тбілісі, Грузія). Протягом 1922—1927 років навчався у Харківському художньому технікумі, одночасно у 1924—1925 роках працював художником у Харківському театрі опери та балету та у 1926—1927 — у театрі «Березіль». У 1927—1929 роках продовжив навчання у Харківському художньому інституті. Його педагогами були Михайло Покорний, Олексій Кокель, Семен Прохоров, Митрофан Федоров, Михайло Шаронов, Микола Бурачек. Дипломна робота — ескізи декорацій до п'єси «Королівський цирульник» Анатолія Луначарського (керівник Олександр Хвостенко-Хвостов).
У 1929—1931 роках працював художником у Харківському театрі музичної комедії; у 1930—1933 роках викладав у Харківському художньому інституті; у 1937—1939 продовжив працювати художником Харківського театру музичної комедії. Мешкав у Харкові в будинку на вулиці Свердлова, № 42, квартира № 13. Помер у Харкові 25 серпня 1978 року.

## Творчість
Працював у галузях театрально-декораційного і оформлювального мистецтва, станкової і промислової графіки. Оформив вистави:
Донбаський пересувний робітничий оперний театр (Луганськ)
- «Наталка Полтавка» Миколи Лисенка (1928);
- «Фауст» Шарля Гуно (1929);

Харківський театр музичної комедії
- «Холопка» Миколи Стрельникова (1931);
- «Сільва» Імре Кальмана (1940);

Харківський театр опери та балету
- «Раймонда» Олександра Глазунова (1934);
- «Паяци» Руджеро Леонкавалло (1938);
- «Тоска» і «Богема» Джакомо Пуччіні (1945);
- «Кавказький бранець» Бориса Асаф'єва (1949, постановка не здійснена; ескізи декорацій: папір, акварель, гуаш — у Музеї театрального, музичного та кіномистецтва України і Харківському художньому музеї);

Сумський музично-драматичний театр
- «Страх» Олександра Афіногенова (1938);

Мінський театр музичної комедії
- «Травнева ніч» Миколи Римського-Корсакова (1939);

Івановський театр музичної комедії
- «Фіалка Монмартру» Імре Кальмана (1941);

Київський академічний театр опери та балету (Іркутськ)
- «Шехеразада» на музику Миколи Римського-Корсакова (1943);
- «Богема» Джакомо Пуччіні (1944);

Харківський театр юного глядача
- «Червона краватка» Сергія Михалкова (1947);
- «Дванадцять місяців» Самуїла Маршака (1948);

Харківський робітничий театр
- «Травнева ніч» Миколи Римського-Корсакова (1950);

Драматичний театр Чорноморського флоту в Севастополі
- «Давним-давно» Олександра Гладкова (1952);

Харківський український пересувний театр
- «Платон Кречет» (1954) і «В степах України» (1955) Олександра Корнійчука.

Виконав ескізи костюмів до трагедії «Ромео і Джульєтта» Вільяма Шекспіра (акварель, гуаш, 1946, частина у Харківському художньому музеї).
Графіка
- «Весна» (офорт, 1957; варіант — літографія, 1967);
- «Метал пішов» (кольоровий офорт, акватинта, 1958);
- «Під Харковом» (кольорова літографія, 1960);
- «Харківський вокзал» (ліногравюра, 1960).

Брав участь у виставках з 1927 року.